# 吉田中
吉田 中（よしだ ちゅう、1869年12月5日（明治2年11月3日） - 1943年（昭和18年）3月14日）は、日本の政治家。衆議院議員（2期）。

## 経歴
広島県出身。漢学を学ぶ。小学校訓導兼校長となり、新市村長、広島県議、同参事会員を務める。また、農業を営み、西備織物同業組合長、同顧問、全国硫化染料製造同盟会長、備後新市織物、芦品銀行、三星染料各(株)社長、両備軽便鉄道(株)監査役を歴任した。
1917年の第13回衆議院議員総選挙において広島県郡部から無所属で立候補して当選する。1920年の第14回衆議院議員総選挙では広島12区から立候補したが落選。1923年の補欠選挙で当選した。衆議院議員を2期務め、1924年の第15回衆議院議員総選挙には立候補しなかった。1943年に死去した。